# Kobarid
Kobarid (talijanski Caporetto) naselje je i sjedište slovenske općine Kobarid u sjeverozapadnoj Sloveniji.

## Zemljopis
Gradić se smjestio u dolini rijeke Soče. 

## Povijest
Područje Kobarida je bilo naseljeno u predrimsko doba. Na brdu Gradiču nalazilo se ilirsko-keltsko naselje, živo i u antičko vrijeme.
Prvi povijesni spomen Kobarida je iz 1184. godine. U Srednjem vijeku u posjedu je Akvilejskoga patrijarhata i furlanskih velikaških obitelji Cucagna, Zucco i Porzia. Godine 1688. požar je teško oštetio grad. Od 1850. Kobarid je postao općina. U Prvome svjetskom ratu bio je poprištem poznate bitke, kad su u tri dana od 24. do 27. listopada 1917. godine njemačke i austro-ugarske postrojbe probile talijanske položaje i nanijele talijanskoj vojsci velike gubitke u ljudstvu. Godine 1976. velika elementarna nepogoda opet je pogodila Kobarid kada je stradao u potresu.

## Stanovništvo
U Kobaridu 2016. živi 1090 stanovnika.

## Gospodarstvo
U Kobaridu se nalazi tvornica medicinske opreme (igle i dr.) Mašera, zatim tvrtke Metaloplast i TIK, mljekara (Mlekarna Planika) u čijem je sklopu muzej u kojem je gostima predstavljeno stočarstvo na planinskim pašnjacima i sirarstvo.

## Kultura
U središtu Kobarida je smještena župna crkva Uznesenja Marijina iz 17. stoljeća, čiji je oltar izradio kipar Pasquale Lazzarini. 1990. godine u Kobaridu je osnovan Muzej Prvoga svjetskog rata, danas Povijesni muzej  (Kobariški muzej: Muzej 1. svetovne vojne Kobarid).

## Vanjske poveznice
Vodič: Kobarid na Wikivoyageu
- Kobarid
- Kobaridski muzej (slovenski, engleski, njemački, talijanski, mađarski)